# Hunddagis

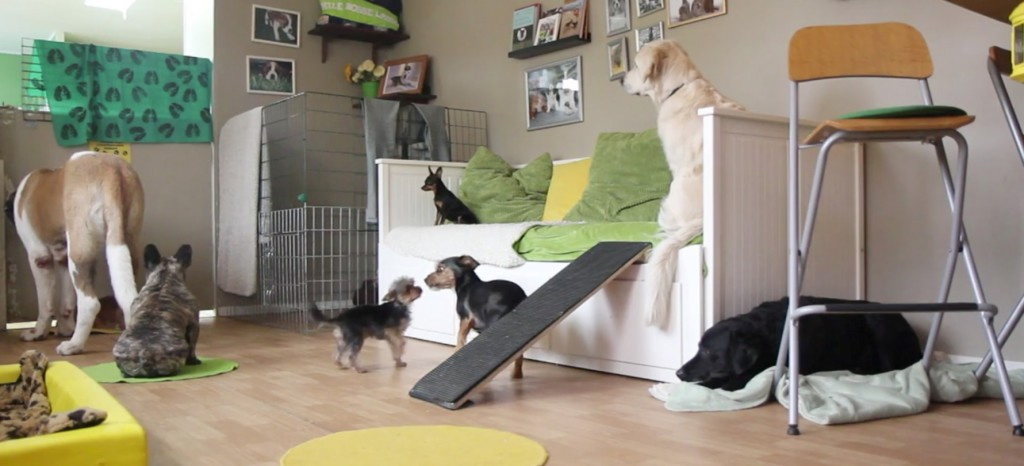
Ett hunddagis i Sverige.

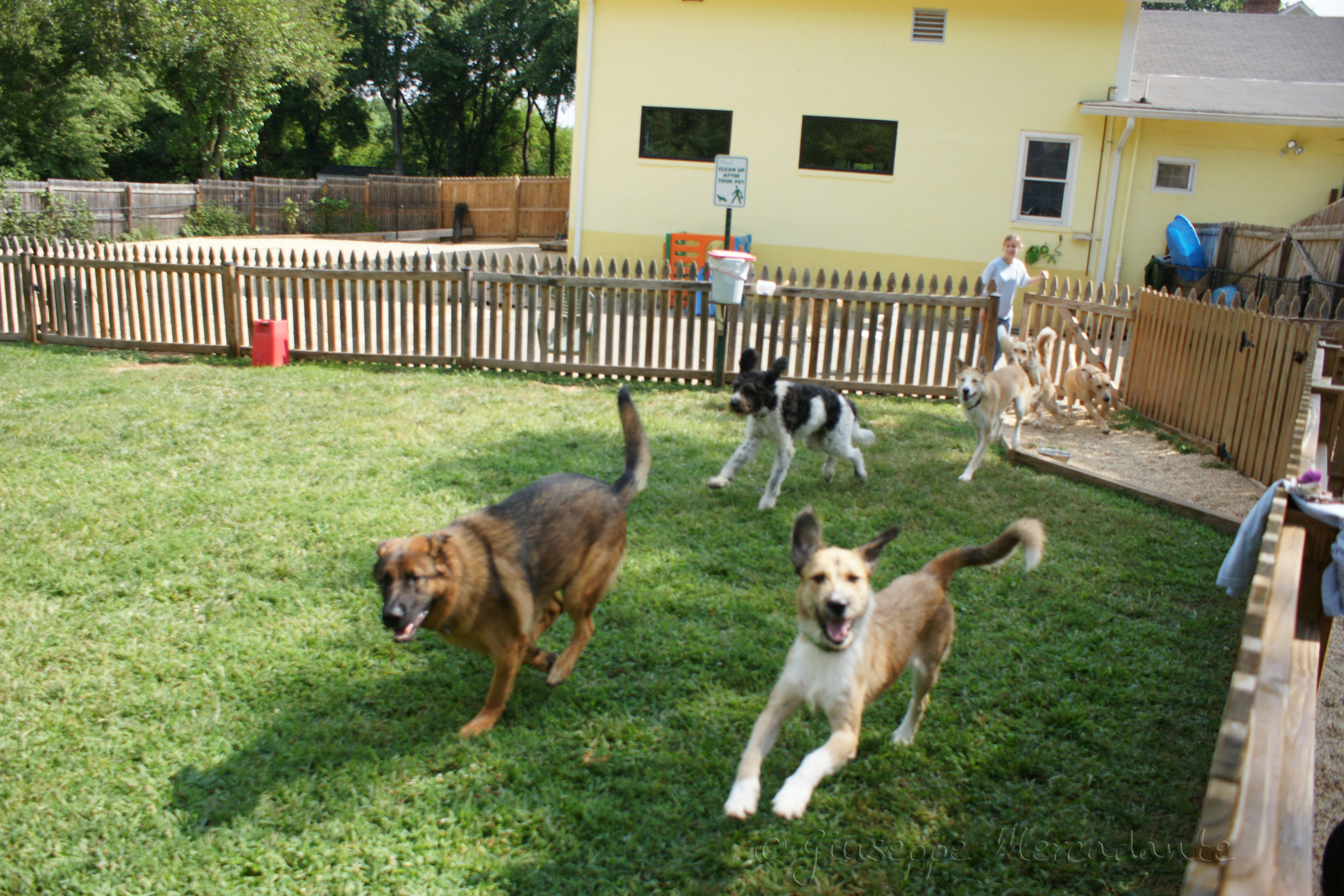
Hundar på ett hunddagis.

Hunddagis är ett daghem för hundar. Det tar hand om hunden medan matte och/eller husse arbetar, vanligtvis mot en avgift. Hundar som vistas på hunddagis måste oftast vara försäkrade och vaccinerade. Det är inte alls säkert att ett hunddagis kan ta emot alla typer av hundar.

## Sverige
År 2016 lokaliserades omkring 1 300 hunddagis och hundpensionat i hela landet. Våren 2018 var efterfrågan hög och många erbjöd köplats. En bidragande anledning till intresset för hunddagis kan vara att hundar inte får lämnas ensamma en hel dag. Svenska Kennelklubben anser att en vuxen hund inte bör lämnas utan tillsyn längre än fem timmar.
För att bedriva hunddagis, hundpensionat eller omplaceringshem för hundar krävs ofta tillstånd från länsstyrelsen. Lokalerna måste godkännas av länsstyrelsen och uppfylla bestämda krav. Enligt jordbruksverket ska den som driver hunddagis eller liknande ha utbildning eller kunskap om hundars beteende, djurskyddslagstiftningen, raser och smittspridning.